# Siliconölbad

Kolben (3) im Siliconölbad (4) mit Bunsenbrenner (5). Als Wärmeübertragungsflüssigkeit dient Siliconöl (2). Die eigentlich zu erwärmende Flüssigkeit (1) befindet sich im Rundkolben (3), auf dem meist ein Rückflusskühler (hier nicht eingezeichnet) platziert ist.

Das Siliconölbad, auch Silikonölbad, besteht aus einem mit warmem oder heißem Silikonöl gefüllten Behälter, in dem sich ein weiterer Behälter mit dem zu erwärmenden Stoff befindet. Siliconölbäder sind universell einsetzbar und finden Anwendung beim Erwärmen von Substanzen in chemischen Laboratorien zum Erhitzen bis 250 °C. Unterhalb von etwa 95 °C nutzt man wegen der hohen Wärmekapazität des Wassers und der daraus resultierenden Trägheit, die eine präzise automatische Thermostatisierung begünstigt, meist Wasserbäder.

## Verwendung in Laboratorien
In Siliconölbäder  soll möglichst kein Wasser gelangen, da andernfalls die Badflüssigkeit beim Erhitzen über 100 °C unangenehm schäumt und spritzt.